# Златна марка
Вижте пояснителната страница за други значения на Марка.
Златната марка (на немски: Goldmark, ℳ) е наименование на германската марка – официалната парична единица на Германия – от обединението на страната през 1871 година до началото на Първата световна война през 1914 година.
Тя е въведена след продължили десетилетия усилия за постепенно унифициране на разплащателните средства в Германската конфедерация. Първоначално е обвързана със златен стандарт към стойността на златото в съотношение 2790 златни марки за 1 килограм чисто злато (358 милиграма чисто злато за марка). След началото на Първата световна война през 1914 година златният стандарт е премахнат и златната марка започва да губи стойност, като златните монети бързо са изместени в обращението от банкноти, наричани „хартиена марка“. Въпреки това златните марки продължават да се използват като разчетно средство с относително устойчива стойност и през следващите години.